# دهستان کنگان
 دهستان کنگان، یکی از دهستان‌های بخش مرکزی شهرستان جاسک در استان هرمزگان ایران است. مرکز این دهستان، روستای کنگان است.

## جمعیت
بر پایه سرشماری عمومی نفوس و مسکن در سال ۱۳۹۵، جمعیت دهستان کنگان برابر با ۷٬۴۲۱ نفر بوده‌است.